# رالف ماتشيو
رالف جورج ماتشيو جونيور (بالإنجليزية: Ralph George Macchio, Jr)‏ المعروف بـ(رالف ماتشيو) (ولد في 4 نوفمبر 1961، هنتنغتون، نيويورك، الولايات المتحدة الأمريكية)، مغني وممثل وراقص وعارض أزياء ومنتج أفلام أمريكي. وعُرف بتأديته لدور (دانيال لاروسو) في سلسلة الأفلام الدرامية "فتى الكاراتيه"، والذي ترشح فيها على جائزة أوسكار.
وفي فبراير من عام 2011 انضم ماتشيو في موسم الثاني عشر من برنامج المسابقات الأمريكية رقص النجوم. وقال ماتشيو سوف يكون في شراكه مع الراقصة المحترفة كارينا سميرنوف. وفي نهاية الموسم احتل ماتشيو مع الراقصة كارينا سميرنوف المرتبة الرابعة.

## نشأته
ولد رالف ماتشيو في هنتنغتون، بنيويورك. لأسرة تتكون من أب أمريكي-يوناني وأمريكي-إيطالي يدعى رالف ماتشيو وكان يمتلك مزرعة ، وأمه تدعى (روزالي دسنتيس) وهي إيطالية الأصل.

## اهتماماته الخاصة
التقى ماتشيو بزوجته فيليس فييرو، عندما كانت ممرضة جدته في المستشفى وثم تواعدا. وهو يعرفها عندما كان عمره خمسة عشر عاماً. وتزوجا في عام 1987 ولديهم طفلان، جوليا ودانيال.

## فيلموغرافيه
| السنة | العمل                      | الدور         |
| ----- | -------------------------- | ------------- |
| 1983  | الغرباء                    | جوني كيد      |
| 1984  | فتى الكاراتيه              | دانيال لاروسو |
| 1986  | مفترق                      | يوجين مارتون  |
| 1986  | فتى الكاراتيه الجزء الثاني | دانيال لاروسو |
| 1989  | فتى الكاراتيه الجزء الثالث | دانيال لاروسو |
| 1990  | الكثير من الشمس            | فرانك جونيور  |
| 1992  | ابن عمي فيني               | بيل جامبينيز  |
| 1993  | عراة في نيويورك            | كريس          |
| 2000  | لا يمكن أن يكون السماء     | هوبي          |
| 2012  | هتشكوك                     | جوزيف ستيفانو |